# Christiaan Varenhorst
Christiaan Varenhorst, né le 6 mai 1990 à La Haye (Pays-Bas), est un joueur de beach-volley néerlandais, apparu sur le circuit professionnel en 2007.
Aux Championnats du monde de beach-volley 2015 à La Haye, il remporte la médaille d'argent avec Reinder Nummerdor. Il est aussi médaillé de bronze aux Championnats d'Europe de beach-volley en 2015.